# Jasna Palić-Picukarić
Jasna Palić-Picukarić (Zagreb, 29. svibnja 1970.) je hrvatska kazališna, filmska i televizijska glumica.

## Filmografija

### Televizijske uloge
- "Čista ljubav kao kirurginja Jurić (2017.)
- "Tvoje lice zvuči poznato" kao Jasna Palić Picukarić (2014.)
- "Najbolje godine" kao Viktorija "Viki" (2011.)
- "Stipe u gostima" kao Maja Šimić (2010.)
- "Luda kuća" kao općinska službenica (2009.)
- "Bračne vode" kao žena u dućanu #2 (2008.)
- "Naša mala klinika" kao Gospođa Akmadžić (2005.)
- "Naši i vaši" kao Sanjica (2002.)
- "Hlapićeve nove zgode" kao Gita (glas) (2002.)
- "Jel' me netko tražio?" kao Renata (1991.)

### Filmske uloge
- "Ministarstvo ljubavi" kao službenica (2016.)
- "Kotlovina" kao žena u svatovima (2011.)
- "Duga mračna noć" kao medicinska sestra (2004.)
- "Posljednja volja" kao Kristinka (2001.)
- "Holding" kao medicinska sestra (2001.)
- "Crna kronika ili dan žena" (2000.)
- "Svaki put kad se rastajemo" kao susjeda (1994.)
- "Vrijeme za..." kao Jasna (1993.)
- "Zona sudbine" (1992.)
- "Papa mora umrijeti" (1991.)

### Sinkronizacija
- "Nerazdvojni" kao farmerica, rakun, Keksićina vlasnica i žena u taksiju (2024.)
- "Veliki crveni pas Clifford" kao Lucille, stanarica i reporterka zračnog helikoptera (2021.)
- "Teletubbiesi" (6. – 7. sezona) Laa-Laa i razni likovi u igranim segmentima (2017. – 2018.)
- "Rode" kao Tulip (2016.)
- "Robinson Crusoe: Otkrijte pravu priču iza legende" kao Kiki (2016.)
- "Albert" kao papiga i starica (2015.)
- "Asterix: Grad Bogova" kao Dulcia i rimska dama #1 (2014.)
- "Rio 2" kao ptica Tajni, brazilska tv voditeljica (2014.)
- "Bijeg s planeta zemlje" kao Gabby Babblebrook (2014.)
- "Kuća velikog mađioničara" kao Magda (2013.)
- "Oblačno s ćuftama 2" kao Barb (2013.)
- "Snježna kraljica" kao Una i princeza (2012.)
- "Pet legendi" kao Zubić Vila Zubka (2012.)
- "Kako je Gru ukrao mjesec" kao učiteljica plesa (2010.)
- "101 dalmatinac" (serija) kao Točka (2010.)
- "Koralina i tajna ogledala" (2009.)
- "Legenda o Tarzanu" (2009.)
- "Sezona lova 2" kao Lolita (2008.)
- "Strikeball utakmica na Uskršnjem otoku" kao Titimpy (2008.)
- "Igor" kao Heldi (2008.)
- "Lovci na zmajeve" (2008.)
- "Madagaskar 2" (2008.)
- "Stravičan u Ludi Svijet" kao Savania (2008.)
- "Neobična zubić vila" kao najavljivačica u mišjoj tvornici (2008.)
- "Don Quijote: Magareća posla" kao Dulcinea (2008.)
- "Pčelin film" kao Trudy, pčelina dama #2, majka i najavljivačica Medexa (2007.)
- "Shrek treći" kao Gvinera (2007.)
- "Obitelj Robinson" (2007.)
- "Divlji valovi" (2007.)
- "Medvjedići dobra srca: Put u Zezograd" kao Gicka, Zezogradsko dijete, Stari i Champ Bear (2006.)
- "Ples malog pingvina" kao Norma Jean (2006.)
- "Mravator" kao Doreen Nickle (2006.)
- "Vremenske svjetiljke tajanstvenog otoka" kao Scilla (2006.)
- "Čića miča, (ne)sretna je priča 1" kao Pepeljuga (2006.)
- "Kad krave polude" kao Etta (2006.)
- "Mala sirena" (serija) kao Arista (2006.)
- "Ružno pače i ja" kao Daša (2006.)
- "Animotoza u zemlji Nondove" kao Mortize Kroma (2005.)
- "Hrabri Pero" kao mišica Karla Le Žena (2005.)
- "Pepeljuga" kao Pepeljuga (2005.)
- "Sinbad" kao Eris (2003.)
- "Labuđa princeza 1-3" kao Odette (1994., 1997., 1998.)
- "Kimba, bijeli lavić" kao Kimba (1995.)
- "Crvenkapica" kao Crvenkapica (1995.) - inačica iz studija Jetlag Productions i GoodTimes Entertainment
- "Snjeguljica" kao Snjeguljica (1995.) - inačica iz Jetlag Productions i GoodTimes Entertainment
- "Pepeljuga" kao Pepeljuga (1995.) - inačica iz Jetlag Productions i GoodTimes Entertainment
- "Scooby Doo" kao Velma
- "Kapetan Planet i planetarci" kao Linka
- "Pokemon" kao Misty
- "Čarobnjak iz Oza" kao Dorothy
- "Barbie u Krcko Oraščiću" kao Barbie / Klara (2001.)
- "Barbie Matovilka" kao Barbie / Matovilka (2002.)
- "Barbie na labuđem jezeru" kao Barbie / Odette (2003.)
- "Barbie: Princeza i seoska djevojčica" kao Anamarija i Erika (2004.)
- "Barbie Fairytopia" kao Elina (2005.)
- "Barbie i čarolija pegaza" kao Anika
- "Barbini dnevnici" kao Barbie
- "Barbie Fairytopia: Sirenija" kao Elina
- "Barbie i 12 rasplesanih princeza" kao Genevieve (2006.)
- "Barbie Fairytopia: Čarolija duge" kao Elina
- "Barbie: Princeza s otoka" kao Rosela (2007.)
- "Barbie Mariposa: Nova pustolovina u Fairytopiji" kao Elina
- "Barbie i dijamantni dvorac" kao Barbie / Liana
- "Barbie u Božićnoj priči" kao Barbie
- "Barbie predstavlja Palčicu" kao Barbie / Palčica (2009.)
- "Barbie i tri mušketira" kao Korina
- "Barbie u priči o sirenama" kao Marisa
- "Tom i Jerry" kao Mrvica
- "Casper lovi Božić" kao Mama Božica (2000.)
- "Američka priča 3: Blago Manhattana" kao Cholena (1998.)
- "Action Man" kao Frka
- "Mala sirena" (Burbank Films Australia) kao Miranda

## Vanjske poveznice
- Jasna Palić-Picukarić u internetskoj bazi filmova IMDb-u (engl.)
- Stranica na Komedija.hr  Arhivirana inačica izvorne stranice od 26. lipnja 2009. (Wayback Machine)